# Canton de Capdenac-Gare
Le canton de Capdenac-Gare est une ancienne division administrative française située dans le département de l'Aveyron et la région Midi-Pyrénées.
Avec le redécoupage cantonal de 2014, la ville de Capdenac-Gare est devenue le bureau centralisateur du nouveau canton de Lot et Montbazinois.

## Géographie
Ce canton était organisé autour de Capdenac-Gare dans l'arrondissement de Villefranche-de-Rouergue. Son altitude variait de 148 m (Causse-et-Diège) à 546 m (Asprières) pour une altitude moyenne de 312 m.

## Histoire
Ce canton a d'abord porté le nom de Canton d'Asprières puis de Capdenac-Gare (décret du 6 mars 1922).

## Représentation

### Conseillers généraux de 1833 à 2015
| Période | Période      | Identité                          | Étiquette       | Qualité |
| ------- | ------------ | --------------------------------- | --------------- | --- |
| 1833    | 1834 (décès) | Jean Etienne Médal (1772-1834)    |                 | Ancien ingénieur-vérificateur du cadastre, Sonnac                                                           |
| 1834    | 1845         | Hugues-Paul Guibert               |                 | Propriétaire à Foissac                                                                                      |
| 1845    | 1847 (décès) | Alexandre Descrozailles           |                 | Médecin à Naussac                                                                                           |
| 1847    | 1848         | Alphonse Médal                    |                 | Propriétaire - Maire de Sonnac (1848-1855)                                                                  |
| 1848    | 1866         | Hugues Paul Guibert               |                 | Propriétaire, maire de Foissac (1848-1856)                                                                  |
| 1866    | 1886 (décès) | Étienne Médal (fils de J.E.Médal) | Républicain     | Propriétaire, agriculteur et notaire à Sonnac Député (1848-1849 et 1876-1881)                               |
| 1886    | 1890         | Cyrille Fourgous                  | Droite          | Maire de Salvagnac-Saint-Loup                                                                               |
| 1891    | 1908 (décès) | Émile Maruéjouls                  | Rad.            | Journaliste, écrivain Député (1889-1908) Ministre (1898 et 1905)                                            |
| 1908    | 1919 (décès) | Marcel Rey (1878-1919)            |                 | Ancien Préfet Maire de Loupiac, conseiller d'arrondissement Président du Conseil Général                    |
| 1919    | 1930         | Louis Panassié                    |                 | Ingénieur au château de Gironde à Saint-Parthem                                                             |
| 1930    | 1940         | Félix Fourgous                    | Rad.ind.        | Agriculteur Maire de Salvagnac-Saint-Loup                                                                   |
|         |              |                                   |                 | |
| 1943    | 1945         | Paul Teychène                     |                 | Conseiller municipal de Capdenac-Gare Nommé conseiller départemental en 1943                                |
|         |              |                                   |                 | |
| 1945    | 1951         | Maurice Grès (1897-1969)          | SFIO            | Ajusteur Maire de Capdenac-Gare (1929-1940, 1944-1965), ancien conseiller d'arrondissement                  |
| 1951    | 1978 (décès) | Paulin Mazars                     | RI-UDF          | Instituteur à Bez                                                                                           |
| 1978    | 1988 (décès) | Pierre Riols (1925-1988)          | PS              | Maire de Capdenac-Gare (1977-1988)                                                                          |
| 1988    | 2008         | Jacques Dournes (1928-2018)       | UDF-PR puis UMP | Commerçant, Capdenac-Gare                                                                                   |
| 2008    | 2015         | Bertrand Cavalerie                | PS              | Assistant Parlementaire Adjoint au maire de Capdenac-Gare Élu en 2015 dans le canton de Lot et Montbazinois |

### Résultats électoraux détaillés
- Élections cantonales de 2001 : Jacques Dournes (DL) est élu au second tour avec 57,07 % des suffrages exprimés, devant Claude Delhon (PS) (42,93 %). Le taux de participation est de 69,80 % (4 719 votants sur 6 761 inscrits)[8].
- Élections cantonales de 2008 : Bertrand Cavalerie (PS) est élu au second tour avec 62,46 % des suffrages exprimés, devant Jean-Claude Delmas  (Divers droite) (37,54 %). Le taux de participation est de 70,73 % (4 771 votants sur 6 745 inscrits)[9].

### Conseillers d'arrondissement (de 1833 à 1940)
Le canton d'Asprières (Capdenac-Gare) avait deux conseillers d'arrondissement de 1871 à 1880.
| Période                                  | Période      | Identité                             | Étiquette                     | Qualité |
| ---------------------------------------- | ------------ | ------------------------------------ | ----------------------------- | --- |
| 1833                                     | 1835 (décès) | Charles Vasilières (1776-1835)       | Constitutionnel               | Médecin, maire de Salles-Courbatiès                                                                         |
| 1835                                     | 1845         | Pierre Clément Laraussie (1804-1888) |                               | Expert-géomètre, notaire royal, juge de paix, maire de Naussac                                              |
| 1845                                     | 1886         | Adrien Fourgous                      |                               | Maire de Salvagnac-Saint-Loup                                                                               |
| 1886                                     | 18..         | M. Vernet                            | Républicain                   | |
| 18..                                     | 1892         | M. de Capelle                        | Droite                        | Propriétaire à Asprières                                                                                    |
| 1892                                     | 1907         | Henri Turq (1845-1931)               | Républicain                   | Propriétaire, notaire, maire de Salles-Courbatiès, Président du Conseil d'arrondissement                    |
| 1907                                     | 1908         | Marcel Rey                           |                               | Maire de Loupiac                                                                                            |
| 1908                                     | 1913         | M. Perrin                            |                               | Avocat, adjoint au maire de Salles-Courbatiès                                                               |
| 1913                                     | 1919         | Alexis Cambon                        |                               | Entrepreneur à Capdenac                                                                                     |
| 1919                                     | 1925         | Arthur Bladviel                      |                               | Maire de Capdenac-Gare, Président du Conseil d'arrondissement                                               |
| 1925                                     | 1931 (décès) | Paul Béjambes                        | SFIO                          | Ancien professeur au Lycée Voltaire à Paris, propriétaire à Foissac, Président du conseil d'arrondissement  |
| 1931                                     | 1937         | Maurice Grès                         | SFIO                          | Ajusteur, maire de Capdenac                                                                                 |
| 1937                                     | 1939 (décès) | Félix Lestang                        | Radical                       | Propriétaire, maire de Sonnac                                                                               |
| 1939                                     | 1940         | Louis Fontanges (1874-1964)          | Union républicaine et sociale | Lieutenant au cinquiéme régiment du Génie, industriel tanneur, maire de Villefranche-de-Rouergue            |
| 1940                                     |              |                                      |                               | Les conseils d'arrondissement ont été suspendus par la loi du 12 octobre 1940 et n'ont jamais été réactivés |
| Les données manquantes sont à compléter. |              |                                      |                               | |

## Composition
Le canton de Capdenac-Gare regroupait dix communes et comptait 8 485 habitants (recensement de 2006).
| Communes          | Population (2012) | Code postal | Code Insee |
| ----------------- | ----------------- | ----------- | ---------- |
| Les Albres        | 353               | 12220       | 12003      |
| Asprières         | 720               | 12700       | 12012      |
| Balaguier-d'Olt   | 148               | 12260       | 12018      |
| Bouillac          | 415               | 12300       | 12030      |
| Capdenac-Gare     | 4 673             | 12700       | 12052      |
| Foissac           | 403               | 12260       | 12104      |
| Naussac           | 311               | 12700       | 12170      |
| Salles-Courbatiès | 391               | 12260       | 12252      |
| Causse-et-Diège   | 692               | 12700       | 12257      |
| Sonnac            | 379               | 12700       | 12272      |

## Démographie
| 1962  | 1968  | 1975  | 1982  | 1990  | 1999  | 2006  | 2011  | 2012  |
| ----- | ----- | ----- | ----- | ----- | ----- | ----- | ----- | ----- |
| 9 379 | 9 615 | 9 355 | 9 051 | 8 422 | 8 215 | 8 485 | 8 433 | 8 496 |